# کاخ تشریفاتی گرجستان

نمایی از کاخ تشریفاتی گرجستان در سال ۲۰۱۸

کاخ تشریفاتی گرجستان ( گرجی: სახელმწიფო ცერემონიების სასახლე  ، که پیشتر به عنوان اداره ریاست‌جمهوری گرجستان شناخته می‌شد ( گرجی: საქართველოს პრეზიდენტის ადმინისტრაცია , sakartvelos prezidentis administratsia ) یا اقامتگاه ریاست جمهوری آولاباری, کاخی برای مراسم دولتی در تفلیس است که از ساخت در سال ۲۰۰۹ تا ۲۰۱۹، اداره رئیس جمهور گرجستان را در خود جای داده‌بود. این ساختمان در شالوده بازسازی‌شده ژاندارمری پیشین پی‌ریزی شده و در ساحل چپ رودخانه کورا در منطقه آولاباری تفلیس، گرجستان واقع شده است.